# Енгер
Енгер (њем. Enger) град је у њемачкој савезној држави Северна Рајна-Вестфалија. Једно је од 9 општинских средишта округа Херфорд. Према процјени из 2010. у граду је живјело 20.076 становника. Посједује регионалну шифру (AGS) 5758008, NUTS (DEA43) и LOCODE (DE ENR) код.

## Географски и демографски подаци
Енгер се налази у савезној држави Северна Рајна-Вестфалија у округу Херфорд. Град се налази на надморској висини од 107 метара. Површина општине износи 41,2 km². У самом граду је, према процјени из 2010. године, живјело 20.076 становника. Просјечна густина становништва износи 487 становника/km².